# Eparmenoides ripalis
Eparmenoides ripalis är en insektsart som beskrevs av Ronald Gordon Fennah 1945. Eparmenoides ripalis ingår i släktet Eparmenoides och familjen Kinnaridae. Inga underarter finns listade i Catalogue of Life.